# Pfefferkorn Musikverlag
Der Pfefferkorn Musikverlag war ein Musikverlag für klassische Musik mit Sitz in Leipzig. 

## Geschichte
Der Pfefferkorn Musikverlag wurde 1996 in Leipzig von Nick Pfefferkorn gegründet. Nach einer verlegerischen Pause und der Umstrukturierung des Programms begann die Verlagstätigkeit im Jahr 2004 auf neuer Grundlage. Mit der Edition Kammermusik (EK) entstand eine Plattform für Werke der Kammermusik unterschiedlicher Zeitepochen und Stile. Wie auch in der Orchesterbibliothek (OB) bildeten den Schwerpunkt wiederentdeckte oder unbekannte Werke unterschiedlicher Meister. Auch die Veröffentlichung von zeitgenössischer klassischer Musik war ein Schwerpunkt.
Die musiktheoretische Kinder- und Jugendbildung spielte für den Verlag ebenfalls eine Rolle mit der Reihe Unterrichtsliteratur (MVPL): Das kleine Einmaleins der Musiktheorie von Ines Kunze ist heute eine offizielle Lehrmittelempfehlung des Verbandes deutscher Musikschulen (VdM).
2017 wurde der Verlagsbetrieb eingestellt. Teile des Katalogs wurden in das Sortiment des Verlags Breitkopf & Härtel übernommen, für welchen Verlagsgründer Nick Pfefferkorn gleichzeitig tätig wurde.

## Wissenschaftliche Projekte
Es gelang dem Verlag, die Werke der Komponisten Vater und Sohn Eduard Franck und Richard Franck wiederzuentdecken: Das umfangreiche Werk der Komponisten, Dirigenten und Pianisten wird vom Verlag gesichtet, aufgearbeitet und herausgegeben. In enger Zusammenarbeit mit den Nachfahren der Komponisten, Paul Feuchte in Freiburg und Andreas Feuchte in Hamburg, ist eine Gesamtveröffentlichung der gedruckten und nachgelassenen Werke in einheitlicher Textgestalt vorgesehen.
2010 erschienen die Streichquartette op. 41 von Robert Schumann in der ungekürzten Urfassung. Diese Edition gibt erstmals Schumanns unveränderten Notentext der Quartette wieder und enthält sämtliche von Schumann vor der Drucklegung gestrichenen Takte und Taktgruppen. Das Leipziger Streichquartett (LSQ) entschied sich im November 2009 für seine neue CD zum Schumann-Jahr 2010 auf die Edition des Pfefferkorn Musikverlages zurückzugreifen und legte damit die Weltersteinspielung der Quartette vor. Die CD erschien beim Label Dabringhaus & Grimm, Musikproduktion und gilt mittlerweile als Referenzaufnahme der Streichquartette Schumanns.